# Heteronychus amplus
Heteronychus amplus är en skalbaggsart som beskrevs av Hermann Julius Kolbe 1900. Heteronychus amplus ingår i släktet Heteronychus och familjen Dynastidae. Inga underarter finns listade i Catalogue of Life.